# ジェプツンタンパ9世
ジェプツンダンパ9世（モンゴル語: Жавзандамба хутагт、チベット語: རྗེ་བཙུན་དམ་པ་、1932年 - 2012年3月1日）は、チベット仏教の化身ラマの名跡の一つジェプツンダンバ・ホトクトの9番目の継承者。ラサ生まれ。法名はジャンバル・ナムドル・チョイジ・ジャンツァン（ジャンペル・ナムドゥル・チューキゲンツェン）。
1939年、チベットのガンデンポタンの摂政政府からジェプツンダンバ8世の転生者として認定された。2011年11月2日に正式に即位するも、4か月後に入寂した。

## 生涯
1911年にモンゴル諸侯によりモンゴルの君主として「ボグド・ハーン（聖なる君主）」に推戴された先代のジェプツンダンパ8世は、1922年に成立したモンゴル人民革命党政権のもとでも引き続き「モンゴルの君主」と位置づけらた。しかし8世が1924年に没すると、人民革命党政権は「従来からのボグド・ハーンにまつわる伝承」を用いて、「第八代をもってこのホトクトは転生を終わる」と説明し、政府として後継者を捜索・認定しないのみならず、信者や教団による捜索・認定も禁止しようとした。8世没後のモンゴルでは、ガンダン・テクツェンリン寺の僧院長がモンゴル仏教の最高指導者とされた。
しかしながら、第3世以降、歴代のジェプツンタンパの転生者はチベットから現れる伝統が確立されており、1939年、チベット・ガンデンポタンの摂政政権によって、ジェプツンタンパ9世と認定された。ジャンペル・ナムドゥル・チューキゲンツェンという法名を授けられ、ラサのデプン寺ゴマン学堂で僧侶として育成された。
9世は25歳で還俗して結婚したが、ツァン地方の寺院に在籍し、引き続き仏教学の修学を継続した。チベット動乱に際しては1960年にインドに脱出、仏教学の修行から離れ、衣服の行商、農作業の手伝いなどで生計をたてた。1980年代に入り生活にゆとりができたため学問を再開した。
再確認と即位
1990年、モンゴル人民共和国のポンサルマーギーン・オチルバト大統領がチベット亡命政府に対して、「ジャンペルナムドゥル・チューキゲンツェンが「本物の」ジェプツンタンパ9世であるかどうか」の照会を行った。これに対し、ダライ・ラマ14世はモンゴルにおける「宗教の自由化」の進展が不可逆的な段階に達していると判断、改めて彼を「ジェプツンタンパ9世」であると公式に確認した。
1991年9月20日、ダライ・ラマ14世によって改めて「ジェプツンダンパ9世」と認定され、1992年にインド・ダラムサラで即位した。1990年春にモンゴルは一党独裁を放棄していたが、ジェプツンダンパ9世をモンゴル仏教の「唯一の最高指導者」であるとは認めず、その立場にあるのは依然としてガンダン寺の僧院長であると見なした。
2010年8月18日、モンゴル国籍を取得し、2011年11月2日、ガンダン寺にて正式に即位した。これにより、モンゴル仏教の最高指導者問題に決着がついたが、わずか4か月後の2012年3月1日、入寂した。入寂する直前の2012年2月6日に遺書を残し、自分の転生者について「来世はモンゴル国の子供に生まれ変わる」「ダライ・ラマ上人に認定される」とする二つの原則を言い残した。
転生
2016年11月23日、ダライ・ラマ14世は「ジェプツンタンパ10世」がすでにモンゴルに生誕している旨を、記者会見の場にて宣言した。まだ幼いので公にはできないとしていたが、2023年3月20日にインド・ダラムサラにてダライラマ14世によって活仏として披露された。ジェブツンダンパ10世はアメリカ生まれの少年である。。